# Yaoxin
Yaoxin (kinesiska: 腰新, 腰新乡) är en socken i Kina. Den ligger i provinsen Heilongjiang, i den nordöstra delen av landet, omkring 200 kilometer väster om provinshuvudstaden Harbin. Antalet invånare är 19 733. Befolkningen består av 9 700 kvinnor och 10 033 män. Barn under 15 år utgör 14,0 %, vuxna 15-64 år 78 %, och äldre över 65 år 6,0 %.
Genomsnittlig årsnederbörd är 667 millimeter. Den regnigaste månaden är juli, med i genomsnitt 194 mm nederbörd, och den torraste är januari, med 4 mm nederbörd.